# Gare de Besançon-Viotte
Gare de Besançon-Viotte vasútállomás Franciaországban, Besançon településen.

## Vasútvonalak
Az állomást az alábbi vasútvonalak érintik:
- Dole–Belfort-vasútvonal
- Besançon-Viotte–Le Locle-vasútvonal
- Besançon-Viotte–Vesoul-vasútvonal

## Kapcsolódó állomások
A vasútállomáshoz az alábbi állomások vannak a legközelebb:
- Gare de Roche-lez-Beaupré (Dole–Belfort-vasútvonal)
- Gare de Besançon-Mouillère (Besançon-Viotte–Le Locle-vasútvonal)
- Gare de Baume-les-Dames (Dole–Belfort-vasútvonal)
- Gare d’École-Valentin (Besançon-Viotte–Vesoul-vasútvonal)
- Gare de Franois